# Калин Арсов
Калин Захариев Арсов е български актьор.

## Биография

### Образование
Роден е в София на 16 ноември 1951 г. През 1977 г. завършва ВИТИЗ „Кръстьо Сарафов“ със специалност режисура за куклен театър.

### Кариера
Работил е в Драматичен театър „Сава Огнянов“ в Русе, Драматичен театър „Н. Й. Вапцаров“ в Благоевград и Драматично-куклен театър „Иван Радоев“ в Плевен.
Участвал е в радио пиеси за БНР.
За известно време ръководи детската радиостудия към БНР.
Арсов се занимава с дублаж от 1973–1974 г. Озвучава в синхронните дублажи на анимационни филми за БНТ, Александра Аудио и студио Доли. Първият филм, който е озвучил, е „Бандити във времето“.
Арсов е един от създателите и изпълнителите на телевизионното предаване „Люкаро“.
От януари 2017 г. режисира Радосвета Василева и Добрина Гецова в авторската си постановка „Котката със сините очи“, която се играе в „Нов театър НДК“.

## Работа в дублажа
| Актьор       | Заглавия | Роли                                          |
| ------------ | --- | --------------------------------------------- |
| Бил Томпсън  | Алиса в Страната на чудесата Лейди и скитника | Белият заек Джок                              |
| Джим Къмингс | Чип и Дейл: Спасителен отряд Капитан Балу Клуб Маус Имало едно време едно студио | Професор Нимнъл Луи Братовчедът Зийк Мечо Пух |
| Дом Делуис   | Американска приказка (дублаж на Александра Аудио) Американска приказка: Файвъл покорява запада (дублаж на Александра Аудио) Американска приказка: Съкровището на Манхатън Американска приказка: Мистерията с нощното чудовище | Тайгър                                        |
| Едуард Аснър | В небето Срещата на Карл | Карл Фредриксен                               |
| Рон Кроуфърд | Артур и минимоите Артур и отмъщението на Малтазар Артур и войната на двата свята | Арчибалд                                      |

### Анимационни сериали
- „Клуб Маус“ – Други гласове, 2003-2004
- „Планетянчетата“ – Капитан Спангли, 2005
- „Легенда за Тарзан“ – Професор Архимед Портър, 2002-2003
- „Супер Балу“ – Луи, 1996
- „Уинкс Клуб“ – Други гласове
- „Чаудър“ – Мунг Даал, 2009-2010

### Игрални филми
- „Индиана Джоунс и реликвата на съдбата“ – Професор Плимптън и Пиколото, 2023
- „Мармадюк“ (дублаж на Александра Аудио) – Други гласове, 2010
- „Мери Попинз се завръща“ – Господин Доус младши (Дик Ван Дайк), 2018

### Анимационни филми
- „Аристокотките“ – Жорж Хоткор, 2008
- „Атлантида: Изгубената империя“ – Престън Уитмор (Джон Махоуни), 2002
- „Красавицата и звяра“ – Морис (Рекс Евърхарт), 2002
- „Ловен сезон“ (дублаж на Александра Аудио) – Макскуизи (Били Конъли), 2006
- „Малката русалка“ – Скатъл, 2006
- „Омагьосаният император“ – Руди, 2001
- „Пепеляшка“ – Кралят, 2005
- „Тарзан“ – Професор Архимед Портър (Найджъл Хоторн), 2000

## Филмография
| Година | Филми/Сериали                                    | Серии         | Копродукции                               | Роля                                                                      |
| ------ | ------------------------------------------------ | ------------- | ----------------------------------------- | ------------------------------------------------------------------------- |
| 2015   | Да се превърнеш в мачо – („Macho Man“)           |               | Германия                                  | Клайнмюлер, шефа на агенцията                                             |
| 2010   | Адвокати и съдружници („Avocats & associés“)     | 115           | Франция                                   | пътник в трамвая в серията от 2010 (Un enterrement de vie de jeune fille) |
| 2007   | Приключенията на един Арлекин                    | 4             |                                           | (в серия: II)                                                             |
| 2007   | „Изоставеният дом“ („The Abandoned“)             |               | Испания / Великобритания / България       | брадатия руски патриарх                                                   |
| 2006   | Врабците през октомври                           | 8 (тв версия) |                                           | шефът на енергото                                                         |
| 2005   | Довиждане, здравей („Goodbye Hello“)             |               | САЩ                                       | шофьор №2                                                                 |
| 2004   | Ганьо Балкански се завърна от Европа (тв сериал) | 4             |                                           | Танас Дочоолу (в 4 серии: от I до IV вкл.)                                |
| 2001   | Занаятът на оръжията („Il mestiere delle armi“)  |               | Италия                                    | Barcarolo                                                                 |
| 1999   | Един камион за двама                             |               | България / Франция / Люксембург / Австрия | Будимир Йосип                                                             |
| 1997   | Дон Кихот се завръща (Дон Кихот возвращается)    | 2 ч.          | Русия / България                          | ботаникът Фридрих фон Пфайфер                                             |
| 1993   | Жребият                                          | 7             |                                           | Спас                                                                      |
| 1993   | Жребият                                          | 2             |                                           | Спас                                                                      |
| 1992   | Куче на пътя („Un chien sur la route“)           |               | Швейцария / Югославия / Германия          | полицаят                                                                  |
| 1992   | Търг (тв)                                        |               |                                           | шофьора на камиона                                                        |
| 1991   | Бащата на яйцето                                 | 4             | България / Алжир                          | японецът                                                                  |
| 1991   | Бронзовата лисица                                |               |                                           | Желязко                                                                   |
| 1991   | Бай Ганьо (тв сериал)                            | 4             |                                           | (в 2 серии: I и IV)                                                       |
| 1991   | Бай Ганьо тръгва из Европа                       |               |                                           |                                                                           |
| 1990   | Живот на колела                                  | 5             |                                           | Рашо Кита                                                                 |
| 1990   | Ти, който си на небето                           |               |                                           | съсед на Хених, железничар                                                |
| 1990   | Карнавалът                                       |               |                                           | отговорник електроснабдяване                                              |
| 1990   | 8% любов                                         |               |                                           |                                                                           |
| 1989   | Мъже без мустаци                                 | 6             |                                           |                                                                           |
| 1989   | Без драскотина                                   |               |                                           | Пешо, бореца                                                              |
| 1989   | Адио, Рио                                        |               |                                           | старшината                                                                |
| 1989   | Брачни шеги                                      | 6 нов.        |                                           | месарят Петър (в 5-а новела: „Сатърът“)                                   |
| 1989   | Зона В-2                                         |               |                                           | Калин Чехларски                                                           |
| 1989   | 1952: Иван и Александра                          |               |                                           | бащата на Мони                                                            |
| 1988   | Единственият свидетел                            |               |                                           |                                                                           |
| 1988   | Съседката                                        |               |                                           | Стефан                                                                    |
| 1987   | Патилата на Спас и Нели                          |               |                                           | месарят                                                                   |
| 1987   | Ева на третия етаж                               |               |                                           | Симо                                                                      |
| 1987   | Котешка опашка                                   |               |                                           |                                                                           |
| 1986   | Съдията                                          |               |                                           | Елека                                                                     |
| 1986   | От другата страна на слънцето                    |               |                                           |                                                                           |
| 1986   | 19 метра вятър                                   |               |                                           | „Фара“                                                                    |
| 1986   | Денят на владетелите                             | 2             |                                           |                                                                           |
| 1985   | Тази хубава зряла възраст                        |               |                                           |                                                                           |
| 1984   | Спасението                                       |               |                                           | охридчанин                                                                |
| 1984   | Златният век                                     | 11            |                                           | (в 2 серии: 7, 8)                                                         |
| 1983   | Човек не съм убивал                              |               |                                           |                                                                           |
| 1981   | Хан Аспарух                                      | 3             |                                           |                                                                           |
| 1979   | Кръвта остава                                    |               |                                           |                                                                           |
| 1979   | Роялът                                           |               |                                           | Величко, строител                                                         |
| 1974   | Синята лампа                                     | 10            |                                           | (в 7 с. „Операция Теменуга“)                                              |
| 1974   | Дневна светлина                                  |               |                                           |                                                                           |